# 2022년 동계 올림픽 카자흐스탄 선수단
2022년 동계 올림픽 카자흐스탄 선수단은 2022년 2월 4일부터 20일까지 중화인민공화국 베이징에서 열린 2022년 동계 올림픽에 참가한 올림픽 카자흐스탄 선수단이다.

## 메달 집계
| 종목 | 1 | 2 | 3 | 합계 |
| 종목 | ' | ' | ' | '    |
| 종목 | ' | ' | ' | '    |
| 종목 | ' | ' | ' | '    |
| 합계 | ' | ' | ' | '    |

## 종목별 성적

### 노르딕복합
- 친기스 락파로프

### 바이애슬론
남자
- 알렉산드르 무힌
- 블라디슬라프 키레예프

여자
- 갈리나 비시넵스카야셰포렌코

### 알파인스키
남자
- 자하르 쿠친

여자
- 알렉산드라 트로이츠카야